# Adolf Triáček
Adolf Triáček, psán též Triatschek (8. února 1819 Milín – 12. května 1854 Praha) byl český malíř.

## Život
Narodil se v rodině kancelisty v Milíně Josefa Triáčka a jeho manželky Marie, rozené Štverákové.
Byl učitelem kresby na c. k. vyšší reálce, od roku 1849 na staroměstském gymnáziu. Též je uváděn jako pomocný učitel kreslení na pražském stavovském polytechnickém institutu (Das ständisch-polytechnische Institut zu Prag).
Zemřel na tuberkulózu, pochován byl na Malostranském hřbitově.

### Rodinný život
Dne 7. ledna 1846 se v Praze oženil s Marií, rozenou Francovou (*1821).

## Dílo
Adolf Triáček byl malířem zátiší (květin a ovoce), v tomto žánru byl považován za úspěšného. V roce 1854 zakoupil např. bývalý císař Ferdinand jeho zátiší Hrozny za 650 zl. Na zámku Hrubý Rohozec je např. uchováváno jeho Zátiší s vínem a melouny z roku 1843.

## Galerie

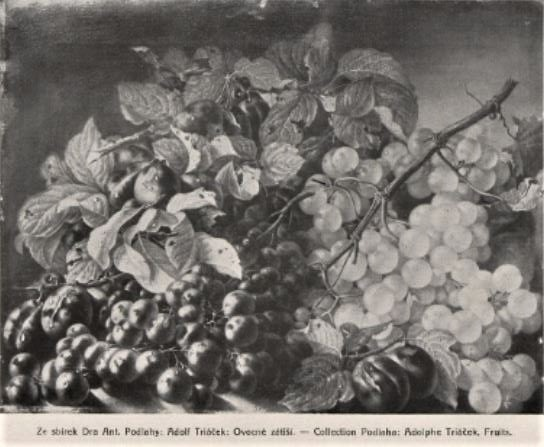
Adolf Triáček: Ovocné zátiší (čb. repro Památky archaeologické 3-4/1925)